# Józef Lehr
Józef Lehr (ur. 4 sierpnia 1811 w Bochni, zm. 8 marca 1892 w Wiedniu) – leśnik, naczelnik lasów państwowych Galicji i Bukowiny, działacz gospodarczy.

## Życiorys
Syn urzędnika skarbowego Franciszka i Natalii z Zielińskich. Ukończył gimnazjum w Krakowie (1829). Następnie w 1830 odbył roczną praktykę leśną w Bratucicach (dominium niepołomomickie). Ukończył studia leśne w Akademii w Mariabrunn pod Wiedniem w 1833. Potem pracował w leśnictwie galicyjskim, kolejno jako asystent w zarządzie lasów kameralnych we Lwowie (1834-1837) a potem leśniczy w Bohorodczanach (1837-1839), Łomnej (1839-1843), Łanczynie (1843-1846), Gawłówku (1846-1849). Od 1850 był głównym leśniczym (Oberförster) Kamery i jednocześnie nadleśniczym we Lwowie (1849-1854) i Kałuszu (1851-1854).
Od 1852 zastępca naczelnika (Vice-Waldmeister) a w latach 1854–1871 był jako pierwszy Polak naczelnikiem (Waldmeister) lasów państwowych Galicji i Bukowiny w Krajowej Dyrekcji Skarbu (Finanz-Landes-Direction) we Lwowie. Na tej funkcji przeprowadził wykup od chłopów służebności leśnych. W przeciwieństwie do swych niemieckich poprzedników wprowadził racjonalną gospodarkę leśną polegającą m.in. na sadzeniu wartościowych gatunków drzew. Sprzeciwił się skutecznie forsowanej przez Wiedeń sprzedaży lasów państwowych, m.in. ratując Puszczę Niepołomicką. Zreorganizował podległą sobie służbę leśną oraz zapewnił jej odpowiednią egzystencję poprzez podwyżkę poborów. Jako starszy radca w 1871 przeszedł na emeryturę.
Następnie w latach 1871-1886 administrował dobrami leśnymi klasztorów dominikańskich Żółkwi i Załoźcach. W 1874 jako delegat Wydziału Krajowego był członkiem komisji lustracyjnej dóbr Fundacji Skarbkowskiej w Drohowyżu. W latach 1882–1886 jako ekspert Banku Kredytowego Ziemskiego doprowadził do odkupienia przez państwo największego i najcenniejszego galicyjskiego kompleksu leśnego w Nadwórnej. W 1886 odbył  dłuższą podróż na Bliski Wschód dla ocenienia wartości drzewostanów wschodnich rejonów Turcji.
Od 25 lutego 1851 członek i działacz Galicyjskiego Towarzystwa Gospodarskiego, od 1867 członek jego oddziału lwowskiego. Członek Komitetu GTG (13 lutego 1853 – 28 lutego 1859). Współzałożyciel w 1852 a następnie aktywny działacz oddzielnej Sekcji Leśnej GTG. Był autorem artykułów w "Rozprawach Galicyjskiego Tow. Gospodarskiego" m.in. O uprawie lasów dębowych w Galicji (1854), O stosunkach handlu drzewem z lasów Królestwa Galicji i Lodomerii (1855), Zbiórka leśna uważana z punktu slużebnictwa (1860). W 1882 współzałożyciel a następnie czynny członek (1882-1892) Galicyjskiego Towarzystwa Leśnego. Był także członkiem Zachodniogalicyjskiego Związku Leśnego, Morawsko-Śląskiego Towarzystwa Rolniczego, Austriackiego Związku Leśników.

## Odznaczenia i wyróżnienia
Odznaczony Orderem Franciszka Józefa.